# Kurmásana

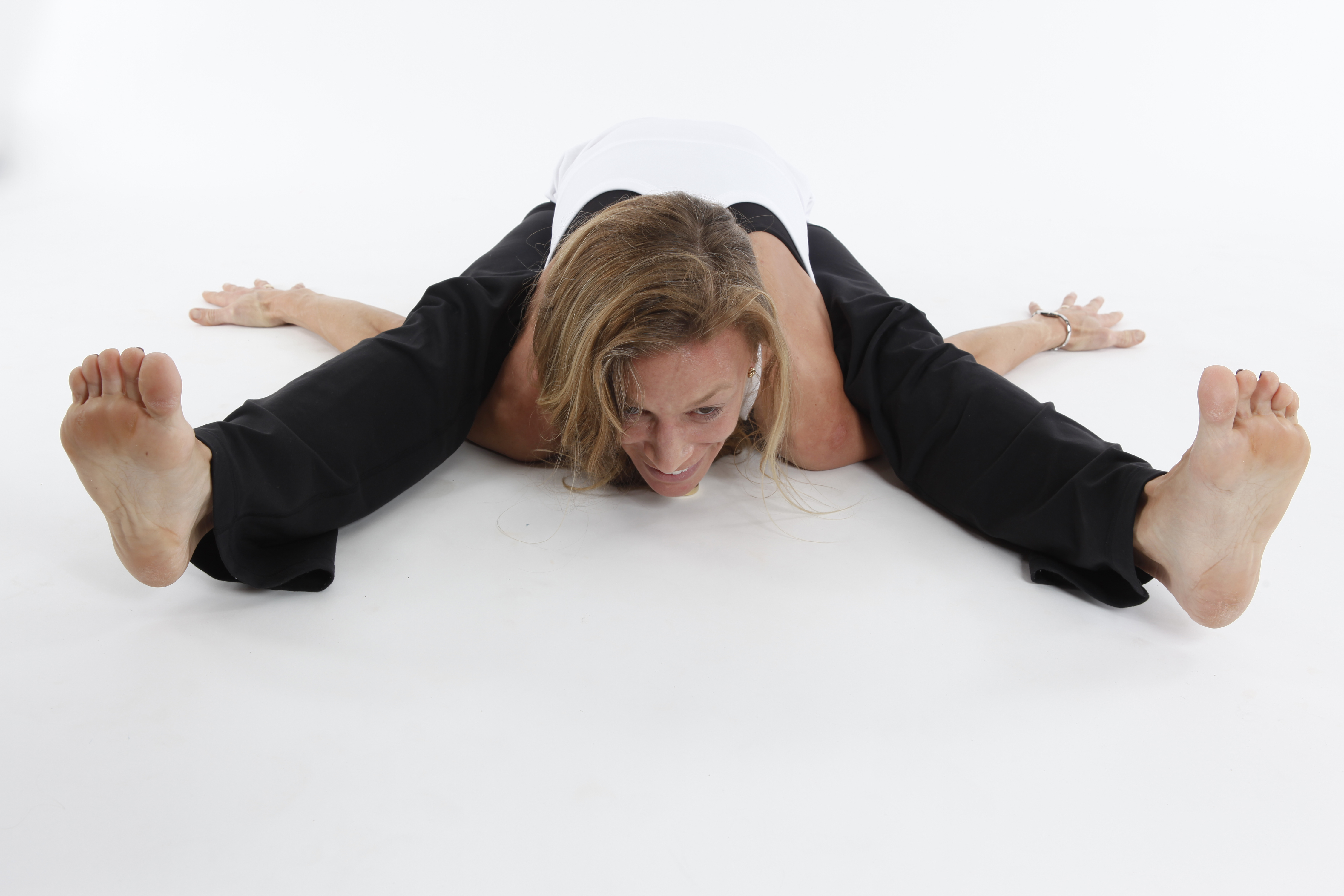
Kurmásana

Kurmásana je jedna z ásan.

## Etymologie
Kurma (कूर्म) v sanskrtu znamená želva.

## Popis
Jedna z nejnáročnějších pozic v sedě, je přípravou na složitější balanční pozice na rukou. Předpokládá už jistou míru protažení trupu a uvolnění kyčlí a podkolenních vazů. Začne se předklonem v co nejširším roznožení s pokrčenými koleny. Pak se protáhnou ruce pod koleny a hlava se musí dostat k podložce, narovnávají se záda. Dlaně se posunou podél těla. Na závěr propnutí kolenou a protažení paty dál od hlavy. Chodidla jsou na šířku jógamatky.